# 横浜創学館高等学校

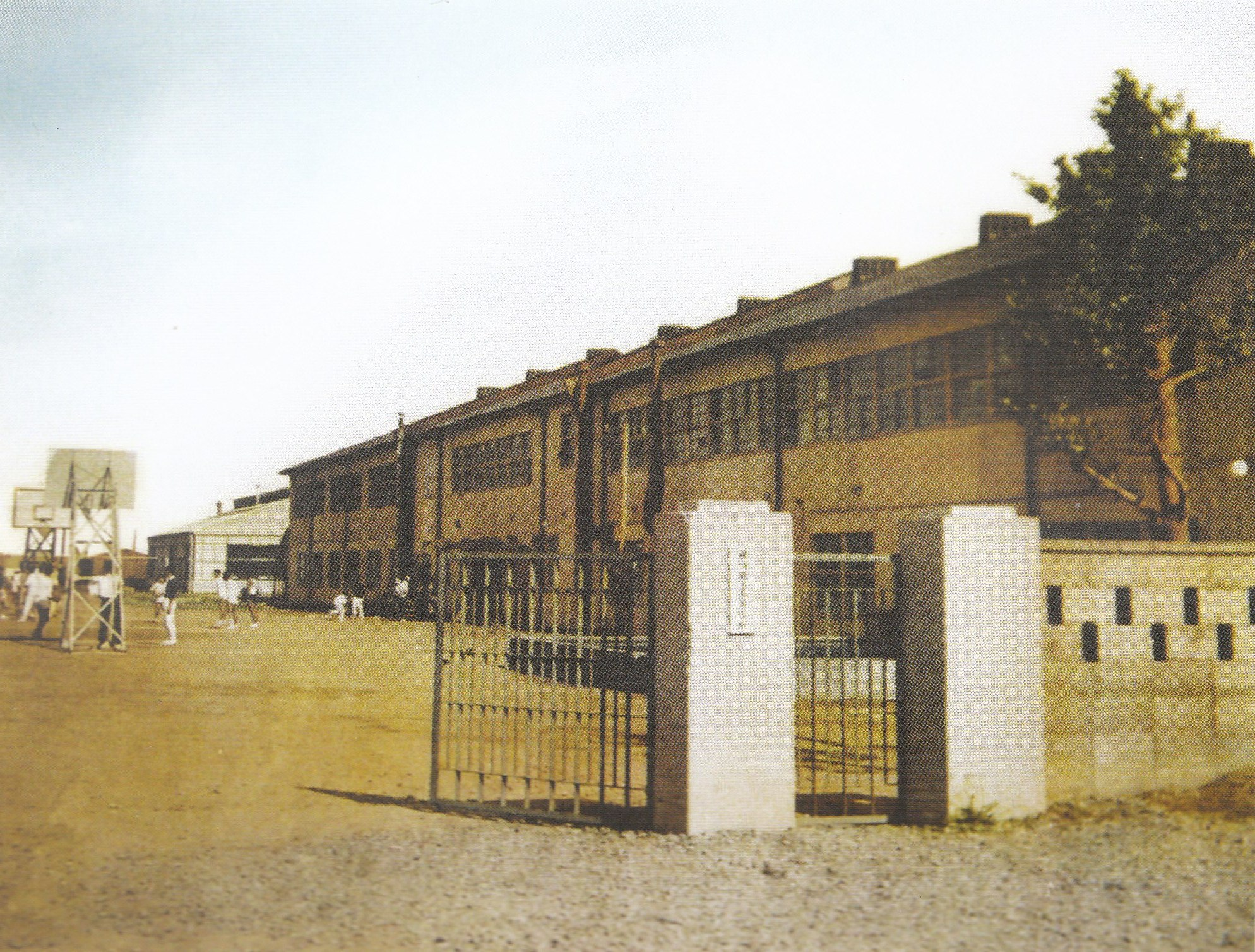
学校創立当時の校舎（1958年）

横浜創学館高等学校（よこはまそうがくかんこうとうがっこう、英称: Yokohama So-Gakukan High School）は、神奈川県横浜市金沢区六浦東一丁目にある私立の高等学校。

## 概要
旧校名は横浜商工高等学校。2003年4月に現校名に変更になった。
「創」は創造の「創」で、「創学館」は新しい教育を、新しい学校を創ろうとする意味合いであるとともに、これまでの商業・工業の「実学」を志向してきた「建学の精神」を継承するものである。

## 沿革
- 1939年3月 - 横浜市鶴見区に財団法人東亜高等女学校設立
- 1951年3月 - 学校法人東亜学園東亜高等学校になる
- 1953年頃 - 校舎を焼失、休校となり、学園の名称を残すのみとなる
- 1957年12月 - 現在地の横浜市金沢区にあった国有木造建物（旧海軍兵舎）を借り受け校舎に改造
- 1958年1月 - 横浜商工高等学校に名称変更、1月24日を創立記念日とする
- 1958年4月 - 全日制課程機械科・工業化学科・商業科3学科男女共学で開校
- 1960年3月 - 機械科実習工場落成
- 1961年3月 - 工業化学科実験実習棟落成
- 1962年3月 - 機械科製図室・商業科実践室落成
- 1965年2月 - 本館落成
- 1970年4月 - 全日制課程普通科を設置
- 1975年5月 - 柔剣道場・製図室棟落成
- 1979年4月 - 新機械科実習工場・体育館兼講堂落成
- 1986年3月 - 図書館棟落成
- 1995年5月 - 新館落成
- 2001年3月 - 釜利谷総合グランド完成
- 2003年4月 - 学校法人翔光学園横浜創学館高等学校に名称変更、全日制課程普通科・科学技術科・情報経済科3学科男女共学で開校
- 2003年4月 - 小田和正が作詞・作曲した愛唱歌「遥かな想い」が完成
- 2009年4月 - 普通科を特別進学・文理選抜・総合進学の3系列に再編成、情報経済科の募集停止
- 2015年4月 - 科学技術科の募集停止
- 2017年10月 - 本校舎グランド人工芝の完成
- 2017年11月 - 実習工場を改修し多目的ホールが竣工

## 設置学科
産業教育を目的として、商業に関する学科（商業科）と工業に関する学科（機械科・工業化学科）の計3学科を擁した商工高等学校として開校したが、近年の普通科志向に伴い度々改編が行われ、現在では普通科のみの募集となっている。ただし、商業科・情報経済科の内容の一部は現在の総合進学文系コースに、工業化学科・科学技術科の内容の一部は総合進学理系コースの中で特化型カリキュラムとしてそれぞれ学習することとなっている。
2009～2014年度入学者
- 普通科
  - 特別進学
    - 文系コース
    - 理系コース

  - 文理選抜
    - 文系コース
    - 理系コース

  - 総合進学
    - 文系コース
    - 理系コース
    - 国際英語コース
    - スポーツコース
- 科学技術科

2003～2008年度入学者
- 普通科マスター
  - 理数工学コース
  - 総合進学コース
  - 国際英語コース
- 普通科エキスパート
  - 文系コース
  - 理系コース
  - 情報BSコース
  - 情報CSコース
  - 個性化コース
  - スポーツコース
- 科学技術科
  - 情報工学コース
  - 電子機械工学コース
  - 環境工学コース
- 情報経済科
  - 情報会計コース
  - 国際経済コース

1970～2002年度入学者
- 普通科
- 機械科
- 工業化学科
- 商業科
  - 経理コース
  - 経営コース
  - 貿易コース

## 教育理念
校訓
恒心　ゆるぎなく正しい心
教育目標
「共生力」他人と自分の違いを認め、ともに協和する力
「表現力」自分らしく自分を表現する力
「創造力」新しいもの、より良いものを創り出す力

## 校章の由来
横浜創学館高等学校校章
全体として「人」を表している。波形は創学館の「S」をあしらい、本校が海に近い場所であることを示している。また、シンボル全体は三角形を構成しており、各々の頂点が「共生力」「創造力」「表現力」の教育目標を表現している。色はスクールカラーである紫紺色である。
横浜商工高等学校校章
本校の前身である横浜商工高校の校章は Yokohama Technical Commercial High School の頭文字をとってつくられている。

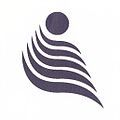
横浜創学館高校校章
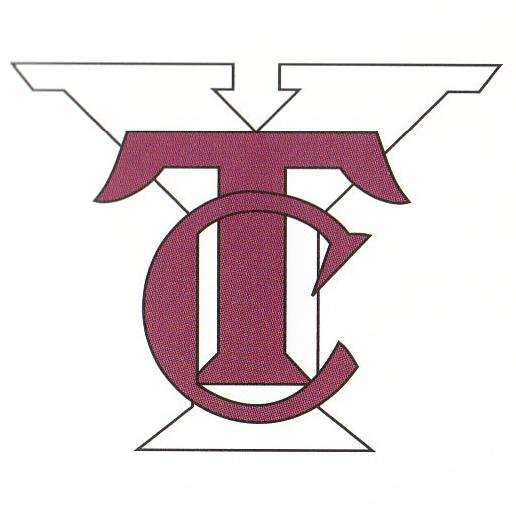
横浜商工高校校章

## 授業
3学期制・週休2日制。50分授業で6時限まで（特別進学は7時限、火曜は6時限まで）。
学習習慣の定着を促すレベルから難関大学受験対応まで、それぞれのコースに見合った授業展開を行っている。
特別進学は予備校と連携した授業を展開。文理選抜は「大学進路講座」や「大学見学会」などで進学意識を向上させる施策をとっている。総合進学は資格取得を目指し、「英語検定」をはじめ「簿記検定」「情報処理検定」「危険物取扱者試験」など特殊な検定にも積極的に取り組んでいる。

## 学校行事
スポーツ祭
体育祭は毎年6月上旬に行われ、「スポーツ祭」と呼ばれる。クラス対抗リレーなどが行われる。
夕照祭
文化祭は毎年9月中～下旬の土日で行われる。学校近くの夕照橋にちなんで「夕照祭」と呼ばれる。
修学旅行
各コースの特性を生かした旅行先・旅行形態となっている。すべて2年次に実施される。
芸術鑑賞・文化講演会
毎年10月下旬～11月上旬頃に、1･2年生はミュージカルや歌舞伎などを劇場に行き鑑賞する。3年生は各界の著名人による講演を聴講する。

## クラブ活動
比較的盛んで、運動部・文化部・愛好会あわせて以下のクラブ活動がある。
- 硬式野球部
- 軟式野球部
- 空手道部
- バレーボール部
- ハンドボール部
- バドミントン部
- ラグビー部
- 柔道部
- 剣道部
- サッカー部
- 陸上競技部
- バスケットボール部
- 硬式テニス部
- 水泳部
- チアダンス部
- 卓球部

- 吹奏楽部
- 書道部
- 軽音楽部
- 演劇部
- 放送部
- 生花部
- 将棋部
- 科学研究部
- 合唱部
- 美術部
- 生活研究部
- E・S・S（英語研究部）
- 総合模型部
- ビジネス情報部
- アニメ研究愛好会

### ハンドボール部
強豪で、1995年と1998年には春の選抜大会、高校総体（インターハイ）、国民体育大会（国体）の三冠を達成した。
- 1998年3月 - 全国選抜大会優勝（通算5回目）
- 1998年8月 - 高校総体優勝
- 1999年3月 - 全国選抜大会ベスト8
- 1999年8月 - 高校総体ベスト8
- 2002年3月 - 全国選抜大会ベスト8
- 2009年3月 - 全国選抜大会ベスト8
- 2014年8月 - 高校総体ベスト4

### 空手道部
1997年に創部し、2001年より全国選抜大会をはじめ、高校総体や関東大会出場常連校となっている。
- 2010年3月 - 第29回全国選抜大会男子団体組手優勝

### 硬式野球部
プロ野球選手も輩出している神奈川県内屈指の実力校として知られているが、まだ甲子園出場経験はない。
- 2003年10月 - 神奈川県高校野球秋季大会優勝
- 2008年7月 - 第90回高校野球選手権南神奈川大会準優勝
- 2010年5月 - 神奈川県高校野球春季大会準優勝、関東大会ベスト4
- 2018年7月 - 第100回高校野球選手権南神奈川大会ベスト4
- 2021年7月 - 第103回全国高等学校野球選手権神奈川大会準優勝

### 軟式野球部
- 2013年10月 - 第54回秋季関東高等学校軟式野球大会神奈川県予選準優勝
- 2013年11月 - 第54回秋季関東高校野球軟式野球大会準優勝

### 吹奏楽部
- 2010年9月 - 第16回東関東吹奏楽コンクール（高校B）銀賞
- 2011年9月 - 第17回東関東吹奏楽コンクール（高校B）金賞
- 2011年11月 - 第17回日本管楽合奏コンテスト（高校A）審査員特別賞
- 2013年9月 - 第19回東関東吹奏楽コンクール（高校B）金賞
- 2014年3月 - 第16回日本ジュニア管打楽器コンクール（アンサンブル部門金管の部／高校生コース）トロンボーン三重奏 金賞（第1位）
- 2014年9月 - 第20回東関東吹奏楽コンクール（高校B）金賞
- 2014年11月 - 第20回日本管楽合奏コンテスト（高校A） 最優秀賞

### チアダンス部
- 2011年5月 - USA Nationals in Japan 2011大会 ポンポン高校生部門スモールチーム ベストインプレッション賞（審査員特別賞）
- 2011年11月 - 第11回全日本チアダンス選手権大会 ポンポン高校生部門スモールチーム 第3位
- 2012年8月 - USA School&College Competition 2012 Song/Pom部門 高校編成Advance 第3位
- 2013年12月 - 第13回全日本チアダンス選手権大会 POM部門／高校生LARGE編成 第3位
- 2018年8月 - 全国高等学校ダンスドリル選手権大会2018 ソングリーダー部門Small編成 優勝[1][2]
- 2019年3月 - USA School&College Nationals 2019 高校編成 Song/Pom Dance部門 優勝[3][4]
- 2021年4月 - USA School&College Nationals 2021 高校編成 Song/Pom Dance部門 優勝[5]

## 校歌
横浜市金沢区出身の小田和正が作詞・作曲を担当した愛唱歌「遥かな想い」を校歌としている。2003年4月19日に本人が学校に訪問し、歌唱指導・録音した。この模様はFNNスーパーニュースの芸能情報コーナーで紹介された。
3番のクライマックスは男女混声四部合唱であり、これまでの学校関係の歌の概念を覆すような繊細さと華麗さが結晶している。

## 交通
本校舎
金沢八景駅、追浜駅、野島公園駅から徒歩約15分

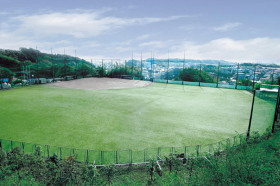
釜利谷総合グランド
金沢文庫駅西口徒歩20分、又はバスターミナル3番バス停より「神明前」下車すぐ

## 著名な出身者
- 植松伸之介[6]
- 遠藤憲一（中退）
- 小栗はるひ - 映画監督
- 河田浩貴 - ハンドボール
- 小山哲也 - ハンドボール
- 村田龍 - ハンドボール
- 藤川孝幸 - サッカー
- 藤田優一 - レポーター
- 間辺朋美 - 俳優
- 脇坂泰斗 - サッカー
- 渡邉英豊 - サッカー
- 池田航 - サッカー

### 野球
- 秋山翔吾
- 石井裕也
- 北野洸貴
- 坂田遼
- 高橋徹
- 内藤雄太
- 早坂圭介
- 福田俊
- 望月惇志